# Список глав государств в 450 году
Список глав государств в 449 году — 450 год — Список глав государств в 451 году — Список глав государств по годам.

## Африка
- Королевство вандалов и аланов — Гейзерих, король (428 — 477)

## Америка
- Баакульское царство — Ч'а-«Casper», священный владыка (435 — 487)
- Мутульское царство (Тикаль) — Сиях-Чан-Кавиль II, царь (414 — 458)

## Азия
- Гассаниды:
  - аль-Ну'ман IV ибн аль-Айхам, царь (434 — 455)
  - аль-Харит III ибн аль-Айхам, царь (434 — 456)
  - аль-Ну'ман V ибн аль-Харит, царь (434 — 453)
- Дханьявади — Тюрия Ната, царь[англ.] (418 — 459)
- Жужаньский каганат — Юйцзюлюй Тухэчжэнь, каган (444 — 464)
- Иберия — Вахтанг I Горгасал, царь (447 — 502)
- Индия:
  - Вакатака:
    - Нарендрасена, махараджа (440 — 460)
    - Девасена, махараджа (450 — 475)

  - Гупта — Кумарагупта I, махараджа (415 — 455)
  - Кадамба — Какуставарма, царь (435 — 455)
  - Паллавы (Анандадеша) — Симхаварман II, махараджа (436 — 458)
- Кавказская Албания — Ваче II, царь (438 — 461)
- Камарупа — Ганапативарман, царь (446 — 470)
- Кинда — Акиль-аль-Мурар, царь (425 — 458)
- Китай (Период Южных и Северных династий):
  - Лю Сун — Вэнь-ди (Лю Илун), император (424 — 453)
  - Северная Вэй — Тай У-ди (Тоба Тао), император (424 — 452)
- Корея (Период Трех государств):
  - Конфедерация Кая — Чхвихый, ван (421 — 451)
  - Когурё — Чансухо, тхэван (413 — 490)
  - Пэкче —  Пию, король (427 — 454)
  - Силла — Нольджи, марипкан (417 — 458)
- Лахмиды (Хира) — аль-Мундир I аль-Ну'ман, царь (418 — 462)
- Паган — Тюе, король[англ.] (439 — 494)
- Персия (Сасаниды) — Йездигерд II, шахиншах (439 — 457)
- Раджарата (Анурадхапура):
  - Датия, король (447 — 450)
  - Пития, король (450 — 459)
- Тарума — Вишнуварман, царь (434 — 455)
- Тогон — Муюн Мулиянь, правитель (436 — 452)
- Тямпа — Фан Янг Маи II, князь (431 — 455)
- Химьяр — Хасан Йиха'мин, царь (440 — 458)
- Япония — Ингё, император (411 — 453)

## Европа
- Англия:
  - Бринейх — Гарбониан ап Коэль, король (420 — 460)
  - Думнония — Эрбин ап Константин, король (443 — 480)
  - Регед — Гургуст ап Кенеу, король (450 — ок. 490)
  - Эбрук:
    - Кенеу ап Коэль, король (420 — 450)
    - Мор ап Кенеу, король (450 — 470)
- Арморика — Алдриен, король (446 — 464)
- Бургундское королевство — Гундиох, король (436 — 473)
- Вестготское королевство — Теодорих I, король (419 — 451)
- Восточная Римская (Византийская) империя:
  - Феодосий II, император (408 — 450)
  - Маркиан, император (450 — 457)
- Гепиды — Ардарих, король (420 — 460)
- Гунны — Аттила, царь (434 — 453)
- Западная Римская империя — Валентиниан III, император (425 — 455)
- Ирландия — Лоэгайре, верховный король (428 — 458)
  - Айлех — Эоган Мак Ниалл, король (ок. 440 — 465)
  - Коннахт — Нат И, король (405 — ок. 456)
  - Лейнстер:
    - Над Буидб мак Эрка Буадайг, король (ок. 447 — 450)
    - Энне Хеннселах мак Лабрада, король (ок. 450 — 470)

  - Мунстер — Над Фройх, король (420 — 454)
- Остготы — Валамир, король (440 — 469)
- Папский престол - Лев I, папа римский (440 — 461)
- Салические франки — Меровей, король (447 — 458)
- Свевов королевство (Галисия) — Рехиар, король (448 — 456)
- Уэльс:
  - Брихейниог — Брихан из Брекнока, король (ок. 450 — 490)
  - Гвинед — Кунеда ап Эдерн, король (ок. 450 — ок. 460)
  - Гливисинг:
    - Мор ап Оуайн, король (440 — 450)
    - Солор ап Мор, король (450 — 470)

  - Дивед — Трифин Бородатый, король (421 — 455)
  - Поуис — Каделл Дирнллуг, король (447 — 460)
- Шотландия:
  - Пикты — Дрест I, король (413 — 480)
  - Стратклайд (Альт Клуит) — Кинуит ап Керетик, король (ок. 440 — ок. 470)

## Галерея

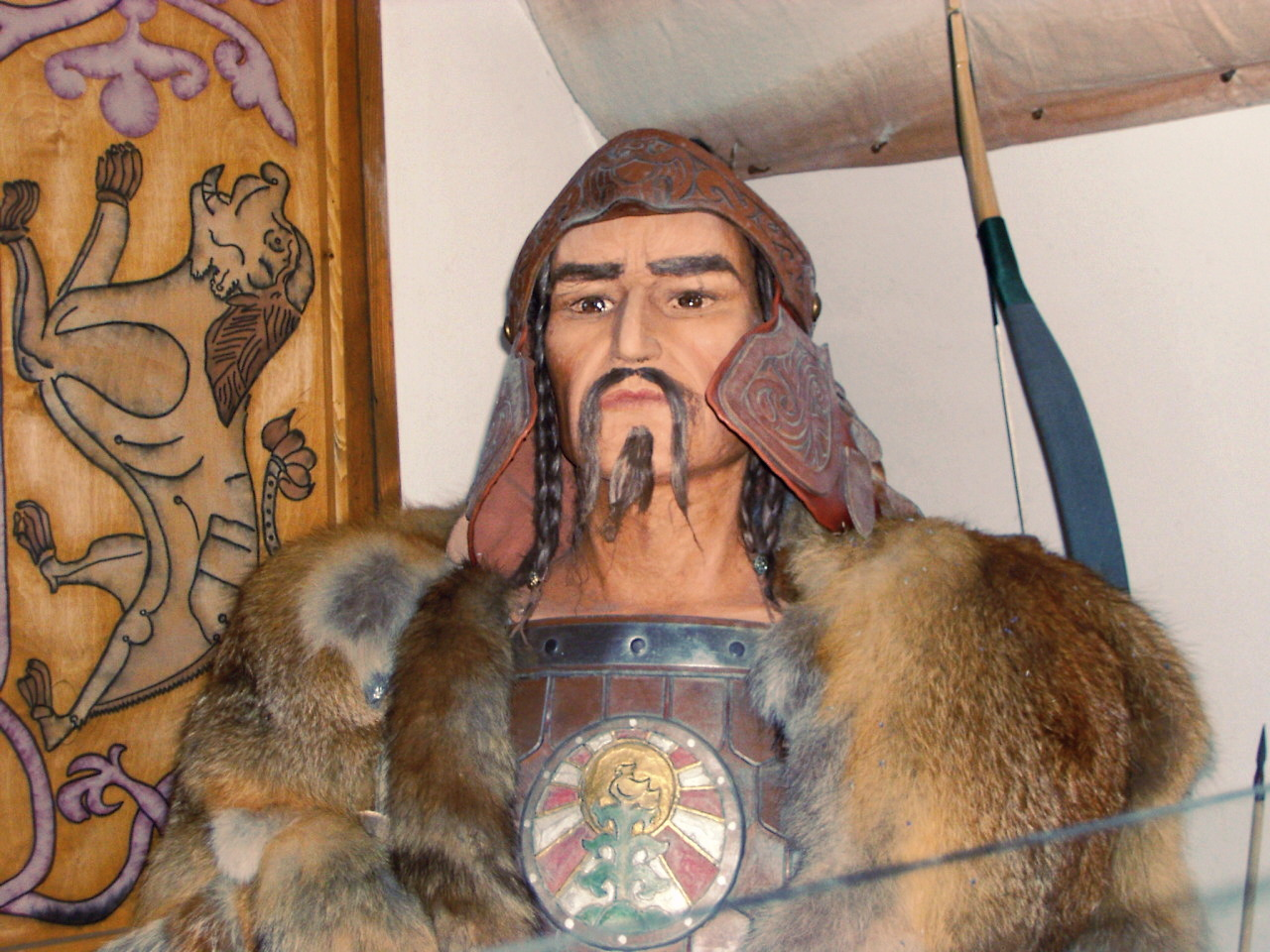
Аттила 434—453 Царь гуннов
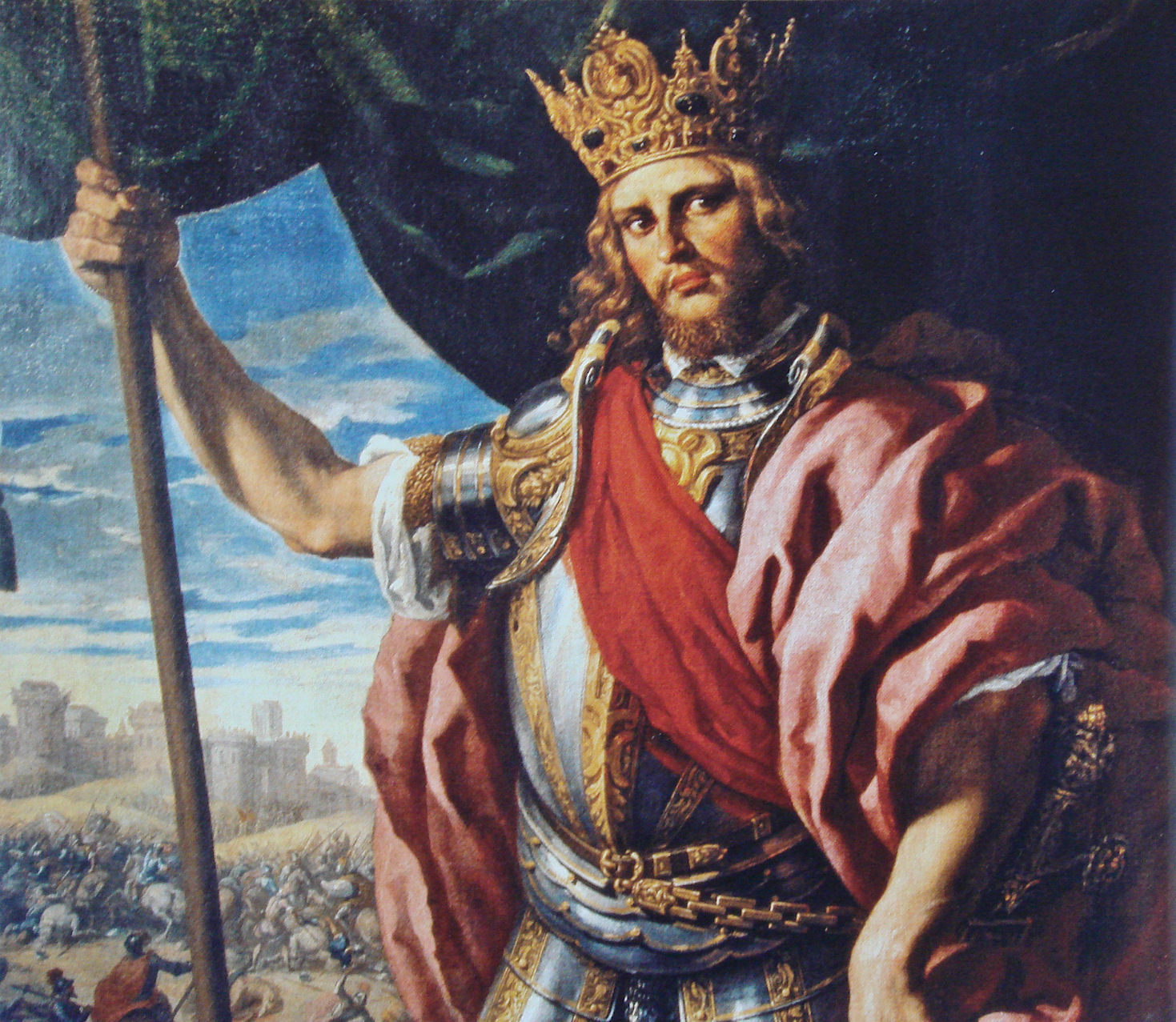
Теодорих I 419—451 Король вестготов
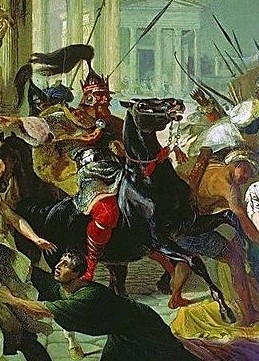
Гейзерих 428—477 Король вандалов
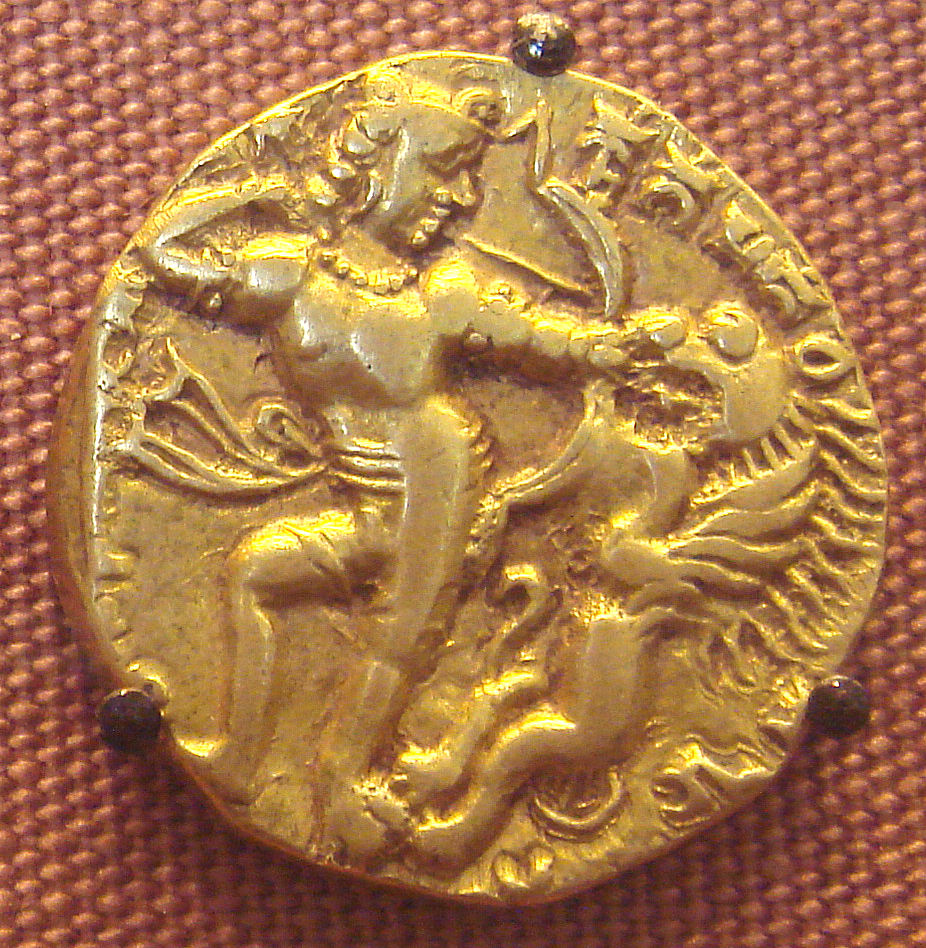
Кумарагупта I 415—455 Махараджа Гупты
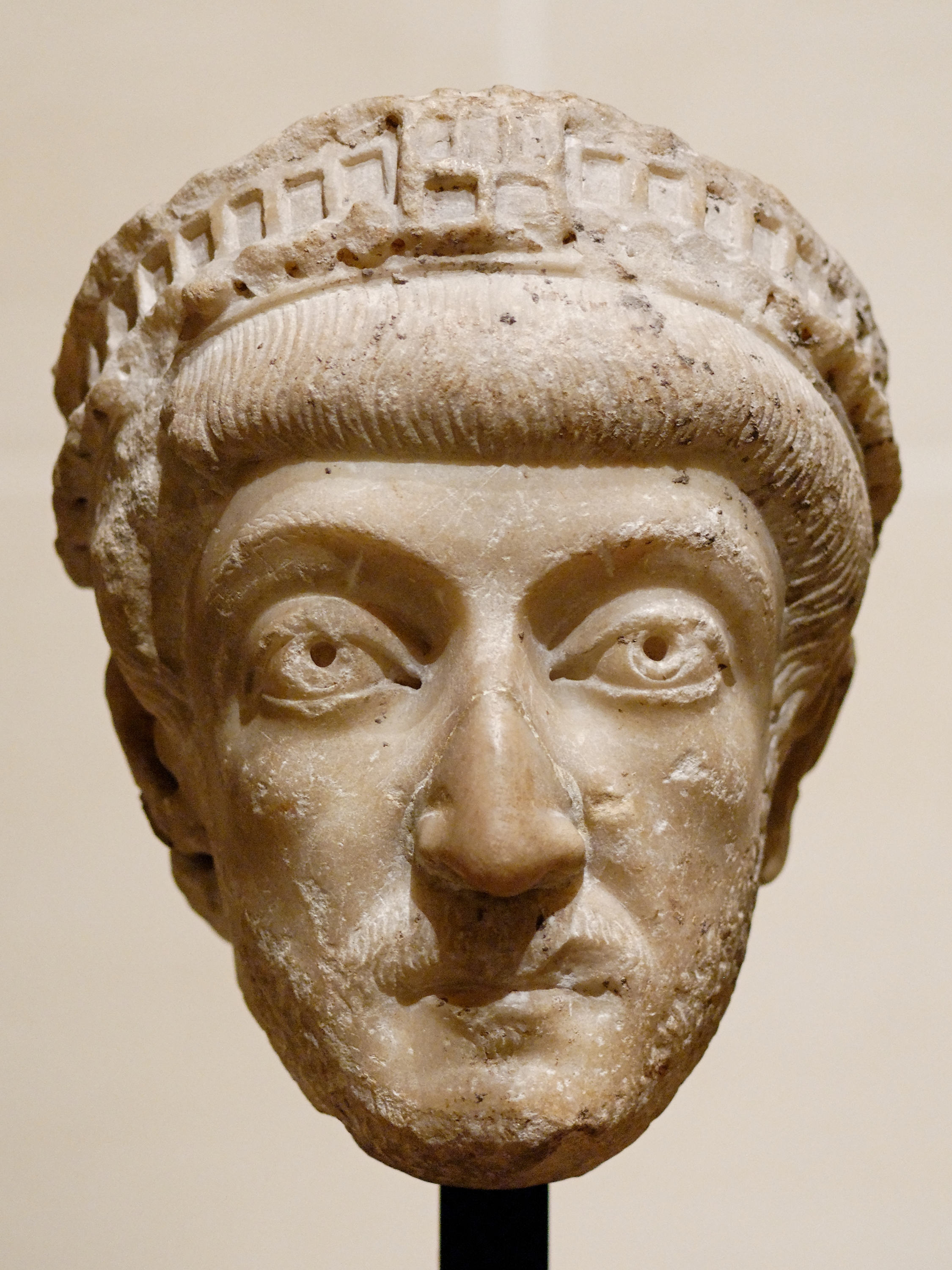
Феодосий II 408—450 Император Византии
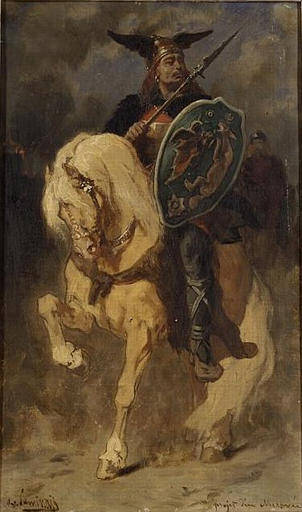
Меровей 447—458 Король салических франков
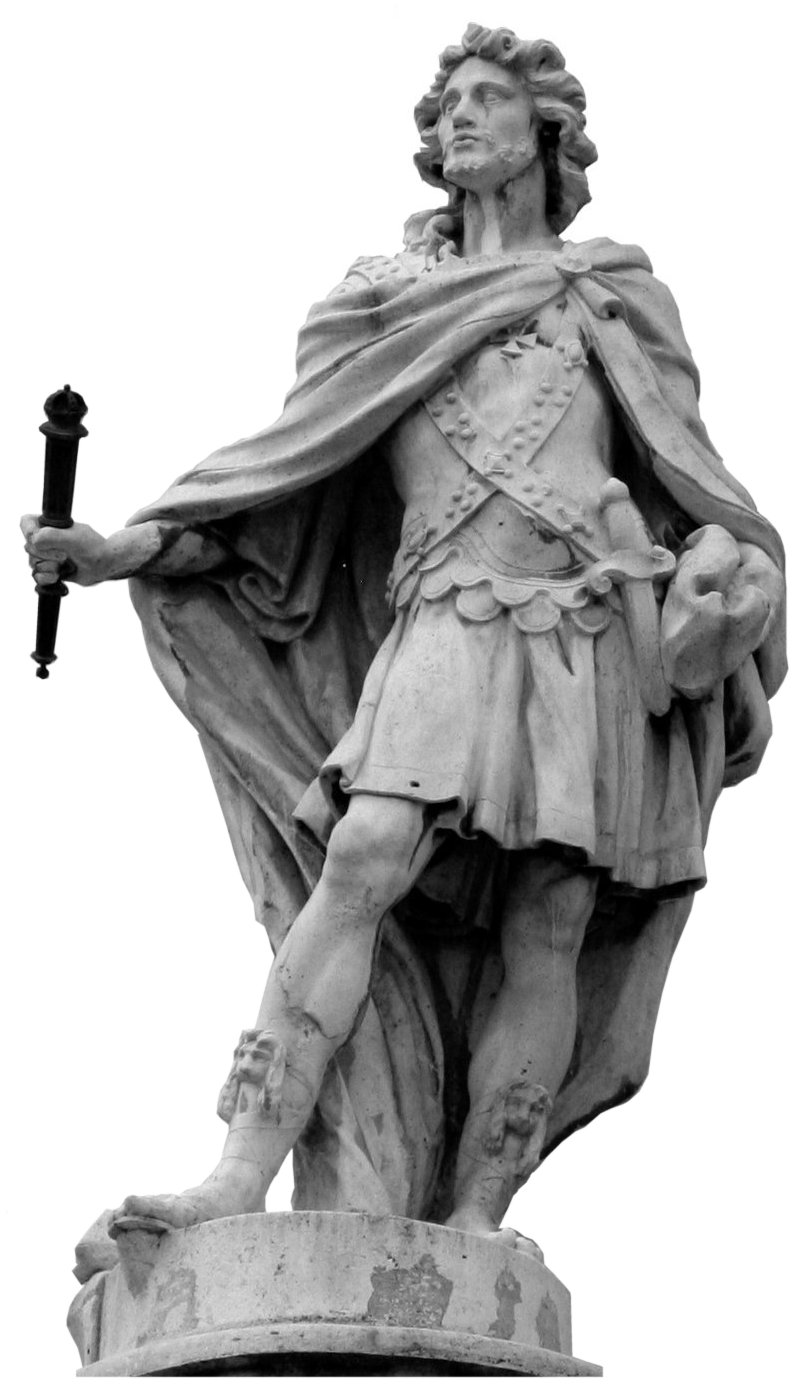
Рехиар 448—456 Король свевов
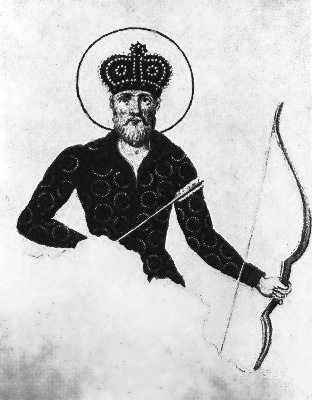
Вахтанг I Горгасал 447—502 Царь Иберии
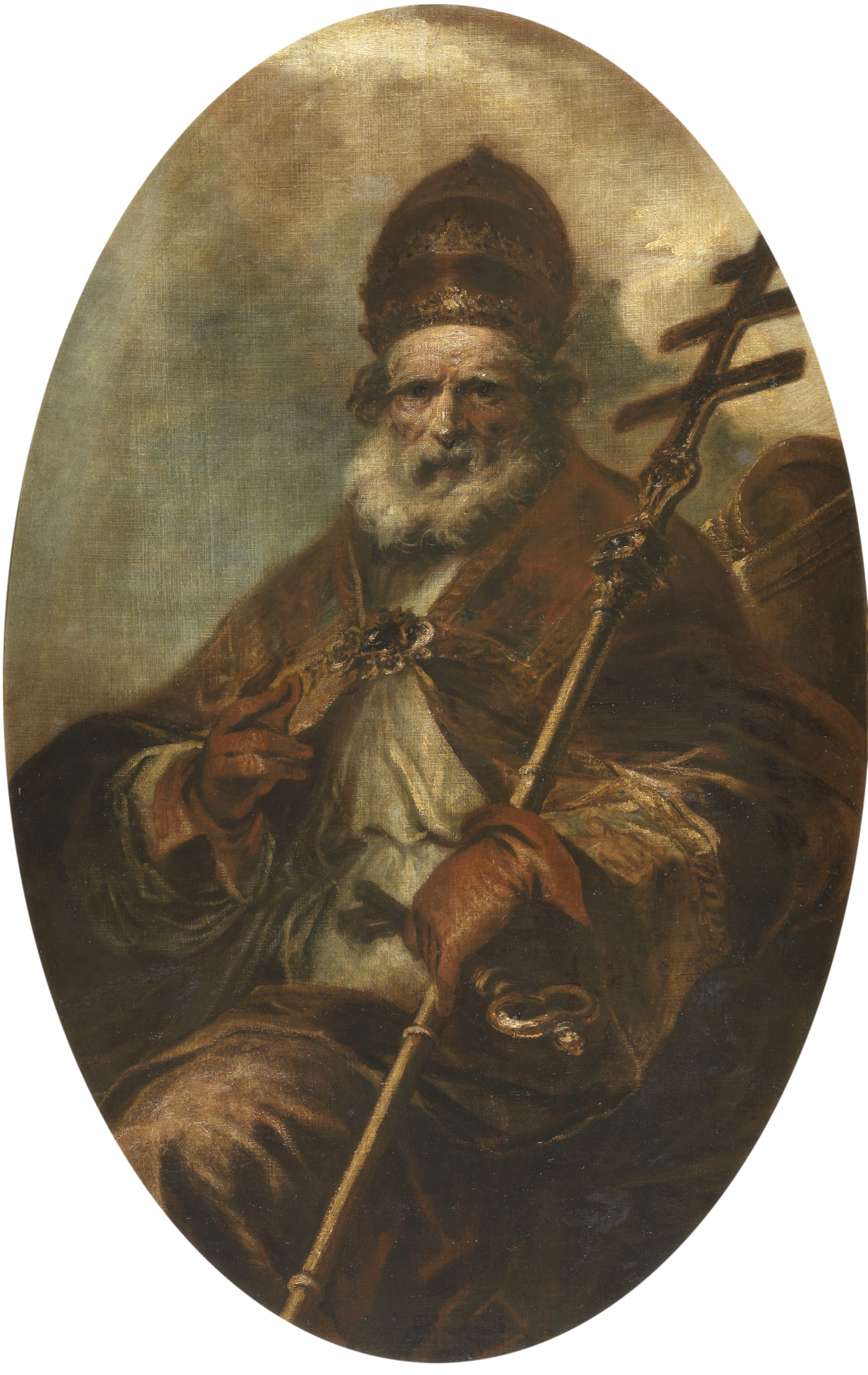
Лев I 440—461 Папа Римский